# Witajcie w Korei Północnej
Witajcie w Korei Północnej – czeski film dokumentalny z 2009 roku.

## Opis fabuły
Grupa turystów z Czech odwiedza Koreę Północną. Zwiedzają przede wszystkim Pjongjang, są oprowadzani przez przewodników po miejscach publicznych takich jak muzea, biblioteki, odwiedzają także Strefę Zdemilitaryzowaną i składają kwiaty przed pomnikiem Kim Ir Sena. Uczestnicy opisują swoje wrażenia na temat totalitarnego systemu panującego w tym państwie.